# Блумінгтон (Вісконсин)
Блумінгтон (англ. Bloomington) — селище (англ. village) в США, в окрузі Грант штату Вісконсин. Населення — 741 особа (2020).

## Географія
Блумінгтон розташований за координатами 42°53′34″ пн. ш. 90°55′34″ зх. д. / 42.89278° пн. ш. 90.92611° зх. д. (42.892915, -90.926011).  За даними Бюро перепису населення США в 2010 році селище мало площу 3,32 км², уся площа — суходіл.

## Демографія
Згідно з переписом 2010 року, у селищі мешкало 735 осіб у 320 домогосподарствах у складі 208 родин. Густота населення становила 221 особа/км².  Було 338 помешкань (102/км²).
Расовий склад населення:
| - 98,2 % — білих - 0,3 % — азіатів - 0,1 % — корінних американців - 0,1 % — чорних або афроамериканців |

До двох чи більше рас належало 1,0 %. Частка іспаномовних становила 1,1 % від усіх жителів.
За віковим діапазоном населення розподілялося таким чином: 25,0 % — особи молодші 18 років, 53,6 % — особи у віці 18—64 років, 21,4 % — особи у віці 65 років та старші. Медіана віку мешканця становила 40,7 року. На 100 осіб жіночої статі у селищі припадало 97,6 чоловіків;  на 100 жінок у віці від 18 років та старших — 94,7 чоловіків також старших 18 років.
Середній дохід на одне домашнє господарство  становив 58 913 долари США (медіана — 50 455), а середній дохід на одну сім'ю — 69 457 доларів (медіана — 52 500). Медіана доходів становила 46 146 доларів для чоловіків та 26 953 долари для жінок. За межею бідності перебувало 14,2 % осіб, у тому числі 22,7 % дітей у віці до 18 років та 14,1 % осіб у віці 65 років та старших.
Цивільне працевлаштоване населення становило 347 осіб. Основні галузі зайнятості: виробництво — 20,2 %, освіта, охорона здоров'я та соціальна допомога — 18,4 %, роздрібна торгівля — 13,5 %, транспорт — 8,9 %.